# Южный саки
Ю́жный са́ки (лат. Pithecia irrorata) — вид приматов из семейства саковых.

## Систематика
Впервые название Pithecia irrorata упомянул германский натуралист Иоганн Иллигер в 1815 году. Ссылаясь на работу Иллигера, в 1818 году Игнац фон Ольферс использовал название S[imia] irrorata. В работе 1842 года британский зоолог Джон Эдуард Грей сравнивает вид P[ithecia] irroratus [sic] с выделенным им видом P. pogonias (ныне признан самкой P. pithecia). Тем не менее, поскольку в указанных работах не был сформулирован диагноз вида и отсутствует указание на типовой материал, P. irrorata Иллигера (1815) и P. irroratus Грея (1842) не удовлетворяют требованиям МКЗН и являются nomina nuda. В 1843 году Грей представил формальное описание вида Pithecia irrorata. 
В 2014 году по результатам морфологического анализа имеющихся в распоряжении учёных образцов приматолог Лаура Марш выделила пять новых видов саки, в том числе P. rylandsi, P. mittermeieri и P. pissinatti. Серрано-Вильявисенсио и соавторы (2019) рассматривают указанные три вида как младшие синонимы P. irrorata. Как Марш, так и Серрано-Вильявисенсио с соавторами, аргументировали свою позицию основываясь прежде всего на различиях в окраске шерсти. База данных Американского общества маммологов (ASM Mammal Diversity Database) следует классификации 2019 года, однако делает оговорку о необходимости дальнейших исследований. С другой стороны, Марш и Миттермайер (2021) в своих обзорах для Красной книги МСОП рассматривают виды P. irrorata, P. rylandsi, P. mittermeieri и P. pissinatti отдельно. ITIS также признаёт данные таксоны в качестве самостоятельных видов.

## Описание
Южный саки — это примат средней величины с длинной шерстью и длинным, пушистым хвостом. Его масса составляет от 2,1 до 2,2 кг, при этом самцы несколько тяжелее, чем самки. Лохматая шерсть имеет серые крапины на верхней стороне, нижняя сторона чёрная. Руки и ноги окрашены светлее, кустистый хвост не приспособлен для хватания. Лицо имеет серый окрас, безволосое, частично скрыто висящим вниз вихром. Нос очень широкий, ноздри раздвинуты.

## Распространение
Южный саки распространён на самом юге ареала всех саки, на юго-западе Амазонской низменности. Он обитает в Бразилии к югу от Амазонки и к западу от Мадейры, а также в восточном Перу и северной Боливии. Его жизненное пространство — это леса, причём самые разные — от низко расположенной сельвы до горных лесов.

## Образ жизни
Об образе жизни южного саки известно немного. Это дневные обитатели деревьев, которые передвигаются на всех четырёх лапах или прыгая. Как все саки, они могут жить в маленьких группах, состоящих из самца, самки и общего подрастающего поколения. Семена, а также плоды с твёрдой кожицей составляют главный рацион их питания.

## Угрозы
Южные саки являются объектом охоты из-за своего мяса, также обезьян отлавливают для содержания в качестве домашних животных. Вид страдает из-за разрушения среды обитания. Согласно МСОП, вид слишком малоизучен, поэтому ему был присвоен охранный статус «Недостаточно данных» (Data Deficient).